# Sei Nazioni 2022
Il Sei Nazioni 2022 (in inglese 2022 Six Nations Championship; in francese Tournoi des Six Nations 2022; in gallese Pencampwriaeth y Chwe Gwlad 2022) fu la 23ª edizione del torneo annuale di rugby a 15 tra le squadre nazionali di Francia, Galles, Inghilterra, Irlanda, Italia e Scozia, nonché la 128ª in assoluto considerando anche le edizioni dell'Home Nations Championship e del Cinque Nazioni.
Noto per motivi di sponsorizzazione come 2022 Guinness Six Nations Championship a seguito di accordo di partnership commerciale con il birrificio irlandese Guinness, si tenne dal 5 febbraio al 19 marzo 2022.
Campione del torneo fu la Francia, alla sua ventiseiesima vittoria complessiva, la prima dal 2010, coronata dal suo decimo Grande Slam.
Di rilievo statistico la prima vittoria dell'Italia dal 2015: dopo una striscia di 36 sconfitte consecutive nel torneo, all'ultima giornata la selezione italiana interruppe la serie negativa vincendo a Cardiff 22-21 contro il Galles con una meta di Edoardo Padovani trasformata da Paolo Garbisi all'ultimo minuto di gioco.
Per la prima volta nella storia della competizione un arbitro georgiano, Nik’a Amashuk’eli, diresse una gara nel Sei Nazioni.
Dal 2022 il Sei Nazioni tornò su Sky Sport, titolare dei diritti anche del torneo giovanile e di quello femminile.
Da tale edizione di torneo è in palio un nuovo trofeo, la Cuttitta Cup, istituita in omaggio alla memoria di Massimo Cuttitta (1966-2021) e che si disputa tra le nazionali di Italia e Scozia; la nazionale britannica è la prima aggiudicataria di tale trofeo dopo aver vinto a Roma 33-22.
Il valore delle marcature, come stabilito da World Rugby nel 2017, è: 5 punti per ciascuna meta (7 se trasformata), 7 punti per la meta tecnica, 3 punti per la realizzazione di ciascun calcio piazzato, idem per il drop.

## Nazionali partecipanti e sedi
| Squadra     | Città       | Impianto interno   |
| ----------- | ----------- | ------------------ |
| Francia     | Saint-Denis | Stade de France    |
| Galles      | Cardiff     | Millennium Stadium |
| Inghilterra | Londra      | Twickenham         |
| Irlanda     | Dublino     | Aviva Stadium      |
| Italia      | Roma        | Stadio Olimpico    |
| Scozia      | Edimburgo   | Murrayfield        |

## Risultati

### 1ª giornata
| Arbitro: | Jaco Peyper |

|                                     |      |            |
| Aki 2’ Conway 43’, 50’ Ringrose 59’ | mt   | 75’ Basham |
| Sexton 2’, 43’, 50’                 | tr   | 75’ Sheedy |
| Sexton 20’                          | c.p. |            |

| Arbitro: | Ben O'Keeffe |

|                          |      |                            |
| B. White 18’ tecnica 65’ | mt   | 51’ M. Smith               |
| Russell 18’              | tr   |                            |
| Russell 40’, 72’         | c.p. | 3’, 34’, 47’, 62’ M. Smith |

| Arbitro: | Mike Adamson |

|                                               |      |                |
| Jelonch 25’ Villière 40’, 48’, 80’ Penaud 67’ | mt   | 17’ Menoncello |
| Jaminet 40’, 67’ Ntamack 80’                  | tr   | 17’ P. Garbisi |
| Jaminet 4’, 34’                               | c.p. | 29’ P. Garbisi |

### 2ª giornata
| Arbitro: | Nic Berry |

|                         |      |                            |
| Francis 31’             | mt   | 11’ Graham                 |
| Biggar 4’, 7’, 24’, 57’ | c.p. | 15’, 20’, 28’, 49’ Russell |
| Biggar 69’              | drop |                            |

| Arbitro: | Angus Gardner |

|                                     |      |                                             |
| Dupont 1’ Atonio 54’                | mt   | 7’ Hansen 44’ van der Flier 49’ Gibson-Park |
| Jaminet 1’                          | tr   | 7’, 44’, 49’ Carbery                        |
| Jaminet 6’, 16’, 35’, 40’, 43’, 78’ | c.p. | 72’ Carbery                                 |

| Arbitro: | Damon Murphy |

|  |    |                                                   |
|  | mt | 9’ M. Smith 19’, 39’ George 44’ Daly 73’ Sinckler |
|  | tr | 9’, 19’, 39’, 73’ M. Smith                        |

### 3ª giornata
| Arbitro: | Karl Dickson |

|                             |      |                                                                |
| Darge 28’ van der Merwe 79’ | mt   | 7’ Willemse 12’ Moefana 40+2’ Fickou 41’ Danty 59’, 74’ Penaud |
| Russell 28’ Hogg 79’        | tr   | 7’, 40+2’, 41’ Jaminet                                         |
| Russell 11’                 | c.p. |                                                                |

| Arbitro: | Mike Adamson |

|                                       |      |                                  |
| Dombrandt 43’                         | mt   | 53’ Adams 60’ Tompkins 79’ Hardy |
|                                       | tr   | 60’, 79’ Biggar                  |
| M. Smith 2’, 5’, 30’, 40+1’, 67’, 71’ | c.p. |                                  |

| Arbitro: | Nik’a Amashuk’eli |

|                                                                                                |      |                             |
| Carbery 3’ Gibson-Park 20’ Lowry 29’, 56’ O'Mahony 37’ Lowe 51’, 75’ Baird 69’ Treadwell 80+2’ | mt   |                             |
| Carbery 3’, 20’ Sexton 56’, 69’, 75’, 80+2’                                                    | tr   |                             |
|                                                                                                | c.p. | 13’ Padovani 40’ P. Garbisi |

### 4ª giornata
| Arbitro: | Matthew Carley |

|                     |      |                 |
|                     | mt   | 8’ Jelonch      |
|                     | tr   | 8’ Jaminet      |
| Biggar 4’, 16’, 38’ | c.p. | 2’, 46’ Jaminet |

| Arbitro: | Luke Pearce |

|                                |      |                                                |
| Braley 29’ Capuozzo 66’, 80+2’ | mt   | 5’ Johnson 21’, 36’ Harris 47’ Graham 60’ Hogg |
| P. Garbisi 29’, 66’            | tr   | 21’, 36’, 47’, 60’ Russell                     |
| P. Garbisi 4’                  | c.p. |                                                |

| Arbitro: | Mathieu Raynal |

|                                  |      |                                          |
|                                  | mt   | 5’ Lowe 36’ Keenan 72’ Conan 76’ Bealham |
|                                  | tr   | 36’, 72’, 76’ Sexton                     |
| M. Smith 17’, 32’, 40’, 52’, 60’ | c.p. | 3’, 65’ Sexton                           |

### 5ª giornata
| Arbitro: | Andrew Brace |

|                               |      |                                            |
| Watkin 27’ Lake 51’ Adams 69’ | mt   | 80’ Padovani                               |
| Biggar 27’, 51’, 69’          | tr   | 80’ P. Garbisi                             |
|                               | c.p. | 12’, 31’, 56’ P. Garbisi 15’, 33’ Padovani |

| Arbitro: | Wayne Barnes |

|                                                 |    |              |
| Sheehan 17’ Healy 27’ v.d. Flier 59’ Murray 79’ | mt | 34’ Schoeman |
| Sexton 17’, 27’, 59’                            | tr |              |

| Arbitro: | Jaco Peyper |

|                                   |      |                   |
| Fickou 15’ Cros 40’ A. Dupont 61’ | mt   | 48’ Steward       |
| Jaminet 40’, 61’                  | tr   | 48’ M. Smith      |
| Jaminet 9’, 24’                   | c.p. | 20’, 30’ M. Smith |

## Classifica
| Pos | Squadra     | G | V | N | P | PF  | PS  | DP   | BMP | Pt |
| --- | ----------- | - | - | - | - | --- | --- | ---- | --- | -- |
| 1   | Francia     | 5 | 5 | 0 | 0 | 141 | 73  | +68  | 5   | 25 |
| 2   | Irlanda     | 5 | 4 | 0 | 1 | 168 | 63  | +105 | 5   | 21 |
| 3   | Inghilterra | 5 | 2 | 0 | 3 | 101 | 96  | +5   | 2   | 10 |
| 4   | Scozia      | 5 | 2 | 0 | 3 | 92  | 121 | −29  | 2   | 10 |
| 5   | Galles      | 5 | 1 | 0 | 4 | 76  | 104 | −28  | 3   | 7  |
| 6   | Italia      | 5 | 1 | 0 | 4 | 60  | 181 | −121 | 0   | 4  |